# Incesticide
| 전문가 평가                       | 전문가 평가 |
| 평가 점수                         | 평가 점수   |
| 출처                              | 점수        |
| --------------------------------- | ----------- |
| AllMusic                          | [ 1 ]       |
| Blender                           | [ 2 ]       |
| The Encyclopedia of Popular Music | [ 3 ]       |
| Entertainment Weekly              | B           |
| NME                               | 7/10 / 3/10 |
| Pitchfork                         | 8.7/10      |
| Rolling Stone                     | [ 7 ]       |
| The Rolling Stone Album Guide     | [ 8 ]       |
| Select                            | [ 9 ]       |
| The Village Voice                 | A−          |

《Incesticide》는 미국의 록 밴드 너바나의 컴필레이션 음반이다. 이 음반은 1990년 비음반 싱글 〈Sliver〉, B-사이드, 데모, 아웃테이크, 커버 버전, 라디오 방송 녹음으로 구성되어 있으며, 밴드의 획기적인 음반인 《Nevermind》의 공식 후속작은 아니다. 이 음반은 1992년 12월 14일, 유럽에서, 그리고 1992년 12월 15일, 미국에서 발매되었다. 결국 빌보드 200 차트에서 39위에 올랐다.

## 배경
1992년 초, 서브 팝의 조너선 포네먼은 이전에 DGC 레코드와 너바나 계약을 맺은 적이 있는 게리 거시에게 연락하여 서브 팝이 아직 발매되지 않은 초기 너바나 음반을 보유하고 있다고 알렸다. 밴드는 서브 팝을 통해 이 음반을 발매할 계획이었으며 냉소적으로 《Cash Cow》라고 불렀다. 그러나 서브 팝은 게펀 레코드의 유통망을 따라잡을 수 없었고, 밴드는 이 음반을 최대한 노출시키는 것이 중요하다고 생각했다. 서브 팝은 밴드가 1992년 크리스마스까지 음반 발매를 승인하는 조건으로 이 음반을 게펜에 "6자리 숫자"에 판매했다.
당시 《Incesticide》에 관한 대부분의 자료는 팬 커뮤니티 내에서 유통되고 있었다(비록 품질은 낮았지만). 밴드가 팬들에게 더 높은 품질의 대안을 제공하고자 했다는 소식이 음악 언론에 널리 보도되었다. 찰스 R. 크로스는 책 《Cobain Unseen》에서 커트 코베인이 커버 아트를 완전히 통제할 수 있었기 때문에 이 컴필레이션의 발매에 동의했다고 썼다.
이 곡들은 각기 다른 세션에서 녹음되었고, 일부는 너바나가 안정적으로 형성되지 않았을 때 녹음되었기 때문에, 이 음반에는 네 명의 드러머 채드 채닝, 댄 피터스, 데일 크로버, 데이브 그롤의 녹음이 포함되어 있다.

## 커버 아트
커버 아트는 라이너 노트에서 커트 코베인으로 알려진 코베인이 그렸다. 뒷면 커버에 보이는 고무 오리는 아트 디자이너 로버트 피셔의 소유였다. 컴필레이션 음반 《DGC Rarities Vol. 1》의 앞 소매에서도 볼 수 있다.
앞면 커버에는 양귀비가 눈에 띄게 그려져 있어 코베인이 헤로인 사용으로 어려움을 겪고 있음을 암시한다.

## 상업적 성과
《Incesticide》는 1992년 12월 14일, 영국에서, 1992년 12월 15일, 미국에서 발매되었다.  음반사인 게펀 레코드는 지난 15개월 동안 《Nevermind》와 네 개의 싱글을 발매했기 때문에 "너바나 번아웃"을 피하기 위해 음반을 대대적으로 홍보하지 않기로 결정했다.
이러한 홍보 부족과 신구 소재의 컬렉션에도 불구하고 《Incesticide》는 빌보드 200 차트에서 51위로 데뷔하여 두 달 만에 50만 장을 판매했다. 이 음반은 미국 음반 산업 협회로부터 플래티넘 인증을 받았다. 영국에서는 이 음반이 17위로 데뷔하여, 14위에 올랐다.
2012년 11월 23일, 《Incesticide》는 20주년을 맞아 한정판 2LP 45RPM 에디션으로 바이닐에 다시 출시되었다.

## 곡 목록
| #   | 제목                             | 작사·작곡                     | 재생 시간 |
| --- | -------------------------------- | ----------------------------- | --------- |
| 1.  | 〈Dive〉                         | 커트 코베인, 크리스 노보셀릭  | 3:55      |
| 2.  | 〈Sliver〉                       | 코베인, 노보셀릭              | 2:16      |
| 3.  | 〈Stain〉                        | 코베인                        | 2:40      |
| 4.  | 〈Been a Son〉                   | 코베인                        | 1:55      |
| 5.  | 〈Molly's Lips〉 (디보 커버))    | 마크 머더즈보, 제럴드 카살레  | 2:19      |
| 6.  | 〈Molly's Lips〉 (바셀린스 커버) | 유진 켈리, 프랜시스 맥키      | 1:54      |
| 7.  | 〈Son of a Gun〉 (바셀린스 커버) | 켈리, 맥키                    | 2:48      |
| 8.  | 〈(New Wave) Polly〉             | 코베인, 노보셀릭, 데이브 그롤 | 1:47      |
| 9.  | 〈Beeswax〉                      | 코베인                        | 2:50      |
| 10. | 〈Downer〉                       | 코베인                        | 1:43      |
| 11. | 〈Mexican Seafood〉              | 코베인                        | 1:55      |
| 12. | 〈Hairspray Queen〉              | 코베인, 노보셀릭              | 4:13      |
| 13. | 〈Aero Zeppelin〉                | 코베인                        | 6:53      |
| 14. | 〈Big Long Now〉                 | 코베인                        | 5:03      |
| 15. | 〈Aneurysm〉                     | 코베인, 노보셀릭, 그롤        | 4:35      |

## 인증
| 국가                                                                                         | 인증        | 판매량/출하량 |
| -------------------------------------------------------------------------------------------- | ----------- | ------------- |
| 오스트레일리아 (ARIA)                                                                        | 골드        | 35,000        |
| 캐나다 (뮤직 캐나다)                                                                         | 2× 플래티넘 | 200,000^      |
| 프랑스 (SNEP)                                                                                | 골드        | 100,000*      |
| 영국 (BPI)                                                                                   | 플래티넘    | 300,000*      |
| 미국 (RIAA)                                                                                  | 플래티넘    | 1,400,000     |
| *판매량을 기반으로 한 인증 · ^출하량을 기반으로 한 인증 · 판매량+스트리밍을 기반으로 한 인증 |             |               |